# Tammisluoto
Tammisluoto är en ö i Finland. Den ligger i Skärgårdshavet och i kommunen Nådendal i landskapet Egentliga Finland, i den sydvästra delen av landet. Ön ligger omkring 28 kilometer väster om Åbo och omkring 180 kilometer väster om Helsingfors.
Öns area är 16,8 hektar och dess största längd är 0,6 kilometer i sydväst-nordöstlig riktning.